# Lepturges castaneus
Lepturges castaneus là một loài bọ cánh cứng trong họ Cerambycidae.